# エンプレス (客船)
エンプレス (MS Empress)は、プルマントゥール・クルーズが運行しているクルーズ客船。1990年にロイヤル・カリビアン・インターナショナルのノルディック・エンプレス (Nordic Empress)として就航、2004年にエンプレス・オブ・ザ・シーズ (Empress of the Seas)と改名、2008年にプルマントゥール・クルーズに移籍、エンプレスと改名した。